# Pilea holstii
Pilea holstii är en nässelväxtart som beskrevs av Adolf Engler. Pilea holstii ingår i släktet pileor, och familjen nässelväxter. Inga underarter finns listade i Catalogue of Life.